# 津軽みらい農業協同組合
津軽みらい農業協同組合（つがるみらいのうぎょうきょうどうくみあい、略称JA津軽みらい、津軽みらい農協）は、青森県平川市に本店を置く農業協同組合。

## 沿革
- 2008年7月1日 - 津軽石川・黒石市・常盤村・津軽尾上・津軽みなみ・いたやなぎの6農協が新設合併し、津軽みらい農業協同組合が発足。統一金融機関コードは旧：JA津軽みなみの『3407』を継承。

## 店舗
平川市
- 本店・平賀支店 - 本町北柳田23-8（それぞれ、店舗内店舗として設置）
- 平賀東支店 - 小和森中松岡103
- 尾上支店 - 原大野36-1
- 平賀グリーンセンター - 小和森上松岡211-1
- 竹館グリーンセンター - 唐竹苺原190-1
- 葛川グリーンセンター - 葛川大川添27-5
- 尾上グリーンセンター - 猿賀南野1-3

黒石市
- 黒石支店 - 相野206
- 黒石グリーンセンター - 相野159-1

弘前市
- 石川支店・石川グリーンセンター - 石川家岸45-3

南津軽郡
- 田舎館支店 - 田舎館村田舎舘中辻145-1
- 常盤支店・常盤グリーンセンター - 藤崎町常盤一西田11
- 田舎館グリーンセンター - 田舎館村枝川舘子145-1

北津軽郡
- 板柳支店・板柳グリーンセンター - 板柳町福野田実田92-1
- 沿川グリーンセンター - 板柳町夕顔関西田61-1

## 主な作物
- リンゴ
- 米
- トマト
- ニンニク
- 大根
- ニンジン
- こかぶ
- アスパラガス
- エダマメ
- アルストロメリア
- トルコギキョウ
- ひまわり
- 桃　など

## その他
- 2009年4月1日付けで八戸市と三戸郡内の4農協を合併して発足した『八戸農業協同組合』だが、名称の選考にあたって一度は八戸みらい農業協同組合で合意したはずだった。ところが、JA津軽みらい側から名称類似であることを理由として一度は撤回され、名称から「みらい」のみを外して「八戸」のみで合意した。[1]